# 금동약사여래입상 (보물 제328호)
금동약사여래입상(金銅藥師如來立像)은 서울특별시 용산구, 국립중앙박물관에 있는 남북국 시대 신라의 불상이다. 1963년 1월 21일 대한민국의 보물 제328호로 지정되었다.

## 개요
이 불상은 국립중앙박물관에 있는 높이 29cm의 자그마한 금동불로, 광배(光背)와 대좌(臺座)는 없어졌지만 비교적 잘 보존된 약사여래입상이다. 약사여래는 모든 중생의 질병을 구제해준다는 의미를 지닌 부처로 손에 약합을 들고 있는 특징이 있다.
머리에는 작은 소라 모양의 머리칼을 붙여 놓았고 그 위로 상투 모양의 머리(육계)가 큼직하게 솟아 있다. 풍만한 얼굴은 미소없이 근엄한 인상이며 눈·코·입의 선이 명확하고 치밀하여 세련된 조각미가 느껴진다. 두 귀는 어깨에 닿을 듯 길게 표현되었고, 목에는 3줄의 주름인 삼도(三道)가 뚜렷하다. 옷은 양 어깨에 걸쳐 입고 있는데, 지그재그형 옷주름과 U자형 옷주름이 표현되어 있다. 당당하고 건장한 신체는 두껍게 축 늘어진 옷으로 인해 다소 둔중해진 듯 하다. 오른손은 허리 아래로 내려 엄지와 가운데 손가락을 맞대고 있고, 왼손에는 약항아리를 들고 있다. 대좌는 없지만 불상을 대좌에 꽂았던 뾰족한 촉이 두 발 밑에 하나씩 남아 있으며, 불상 뒷면에는 주조할 때 뚫은 구멍 자국이 남아 있다. 
높다란 머리묶음과 얼굴 표정 등이 백률사 금동약사여래입상(국보 제28호)과 비슷하여 8세기 전후에 만들어진 작품으로 추정된다. 

## 같이 보기
- 경주 백률사 금동약사여래입상 - 국보 제28호

## 참고 자료
- 금동약사여래입상 - 국가유산청 국가유산포털